# Tagschläfer (Familie)
Die Tagschläfer (Nyctibiidae) sind eine Familie nachtaktiver Vögel, die mit zwei Gattungen und sieben Arten in Mittelamerika, auf den Karibikinseln Jamaika und Hispaniola und im nördlichen und mittleren Südamerika vorkommt.

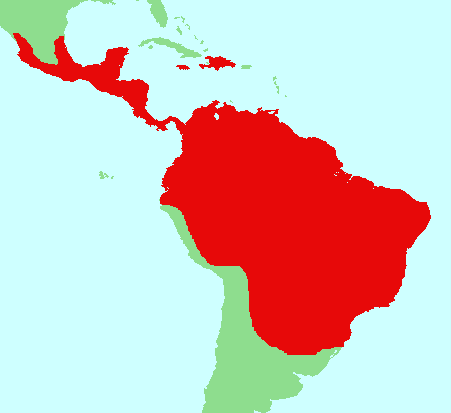
Das Verbreitungsgebiet der Tagschläfer in Mittel- und Südamerika

## Merkmale
Tagschläfer haben einen langgestreckten, zylindrischen Körper, einen großen Kopf, große Augen und einen kurzen Hals. Der Schnabel ist zart und an der Spitze nach unten gebogen. Geöffnet ist der Schnabelspalt aber sehr weit und breit. Das Gefieder ist camouflageartig und überwiegend braun und grau mit wenigen weißen oder schwarzen Federn. Die Flügel und der Schwanz sind lang. Beine und Zehen sind kurz. Die Geschlechter unterscheiden sich kaum.
Ein besonderes Merkmal der Familie ist das sogenannte magic eye (engl. für „magisches Auge“), bei dem es sich um zwei oder drei kleine Falten am Rand des oberen Augenlids handelt, die dafür sorgen, dass schmale Schlitze entstehen, durch die die Vögel auch mit geschlossenen Augen Bewegungen wahrnehmen können.
Die meisten für eine Diagnose der Familie Nyctibiidae brauchbaren Apomorphien finden sich auch bei den Nachtschwalben (Caprimulgidae). Von diesen können die Tagschläfer durch eine stärkere Krümmung der Jochbeine und des Unterkiefers, das Fehlen einer bestimmten knöchernen Brücke am Tibiotarsus (Unterschenkelknochen) und eines extrem kurzen Tarsometatarsus (Laufbein) unterschieden werden. Die letzten beiden Merkmale teilen die Tagschläfer mit ihrer Schwestergruppe, den Fettschwalmen (Steatornithidae), und es könnte sich um Apomorphien der gemeinsamen Klade handeln.

## Habitat und Lebensweise
Tagschläfer sind nachtaktive Waldbewohner. Alle Arten bewohnen dichte, feuchte Waldformen wie die Terra-Firme-Wälder des südamerikanischen Tieflands. Nur einige Vertreter, insbesondere der Urutau-Tagschläfer (Nyctibius griseus) und der Mexikotagschläfer (Nyctibius jamaicensis) kommen darüber hinaus auch in trockeneren Wäldern und auch Plantagen vor. In höheren Lagen kann nur eine Art, der Andentagschläfer (Nyctibius maculosus), angetroffen werden.
Den Tag verbringen die Tagschläfer starr in einer Position mit aufgerichtetem Kopf, so dass sie einem toten, abgebrochenen Ast ähneln. Tagschläfer ernähren sich von größeren, fliegenden Insekten, die sie von einer exponierten Sitzwarte aus im Flug erbeuten. Sie sind monogam, und beide Eltern kümmern sich um die Brut. Ein Nest wird nicht gebaut, und das einzige Ei wird in eine Astgabel oder eine Vertiefung in der Rinde gelegt. Der Nestling schlüpft nach einer Brutdauer von mehr als einem Monat. Er wird ausschließlich in der Nacht gefüttert und verbringt den Tag regungslos und durch sein Gefieder gut getarnt. Nach mehr als einem Monat ist der Jungvogel flügge.

## Systematik
Die Familie Nyctibiidae wurde 1851 durch die französischen Zoologen Jean-Charles Chenu und Marc Athanase Parfait Œillet Des Murs eingeführt. Die Familie wurde der Ordnung der Schwalmartigen (Caprimulgiformes) zugeordnet, die sich jedoch als paraphyletisch herausstellten, da einige Familien der Schwalmartigen näher mit den Seglervögeln (Apodiformes) verwandt sind als mit den übrigen Schwalmartigen. Um wieder zu monophyletischen Taxa zu kommen und da sich die Familien schon im Paläozän vor 65 bis 60 Millionen Jahren voneinander getrennt hatten, wurden sie in fünf eigenständige Ordnungen gestellt, die Nyctibiidae in die Ordnung Nyctibiiformes, die 2013 eingeführt wurde. Alle Ordnungen der ehemaligen Schwalmartigen und die Seglervögel werden in ein Strisores genanntes rangloses Taxon gestellt, das schon 1847 durch den deutschen Ornithologen Jean Louis Cabanis eingeführt wurde.
Das folgende Kladogramm zeigt die Verwandtschaftsverhältnisse zwischen den Tagschläfern, den übrigen ehemals zu den Schwalmartigen gezählten Vogelgruppen und den Seglervögeln.
|  | Fettschwalme (Steatornithiformes) |
|  |                                   |
|  | Tagschläfer (Nyctibiiformes)      |
|  |                                   |

|  | Eulenschwalme (Podargiformes)                                                                  |
|  |                                                                                                |
|  | \| \| Höhlenschwalme (Aegotheliformes) \| \| \| \| \| \| Seglervögel (Apodiformes) \| \| \| \| |
|  |                                                                                                |
|  | Höhlenschwalme (Aegotheliformes)                                                               |
|  |                                                                                                |
|  | Seglervögel (Apodiformes)                                                                      |
|  |                                                                                                |

|  | Höhlenschwalme (Aegotheliformes) |
|  |                                  |
|  | Seglervögel (Apodiformes)        |
|  |                                  |

|  | Fettschwalme (Steatornithiformes) |
|  |                                   |
|  | Tagschläfer (Nyctibiiformes)      |
|  |                                   |

|  | Eulenschwalme (Podargiformes)                                                                  |
|  |                                                                                                |
|  | \| \| Höhlenschwalme (Aegotheliformes) \| \| \| \| \| \| Seglervögel (Apodiformes) \| \| \| \| |
|  |                                                                                                |
|  | Höhlenschwalme (Aegotheliformes)                                                               |
|  |                                                                                                |
|  | Seglervögel (Apodiformes)                                                                      |
|  |                                                                                                |

|  | Höhlenschwalme (Aegotheliformes) |
|  |                                  |
|  | Seglervögel (Apodiformes)        |
|  |                                  |

|  | Fettschwalme (Steatornithiformes) |
|  |                                   |
|  | Tagschläfer (Nyctibiiformes)      |
|  |                                   |

|  | Eulenschwalme (Podargiformes)                                                                  |
|  |                                                                                                |
|  | \| \| Höhlenschwalme (Aegotheliformes) \| \| \| \| \| \| Seglervögel (Apodiformes) \| \| \| \| |
|  |                                                                                                |
|  | Höhlenschwalme (Aegotheliformes)                                                               |
|  |                                                                                                |
|  | Seglervögel (Apodiformes)                                                                      |
|  |                                                                                                |

|  | Höhlenschwalme (Aegotheliformes) |
|  |                                  |
|  | Seglervögel (Apodiformes)        |
|  |                                  |

|  | Fettschwalme (Steatornithiformes) |
|  |                                   |
|  | Tagschläfer (Nyctibiiformes)      |
|  |                                   |

|  | Eulenschwalme (Podargiformes)                                                                  |
|  |                                                                                                |
|  | \| \| Höhlenschwalme (Aegotheliformes) \| \| \| \| \| \| Seglervögel (Apodiformes) \| \| \| \| |
|  |                                                                                                |
|  | Höhlenschwalme (Aegotheliformes)                                                               |
|  |                                                                                                |
|  | Seglervögel (Apodiformes)                                                                      |
|  |                                                                                                |

|  | Höhlenschwalme (Aegotheliformes) |
|  |                                  |
|  | Seglervögel (Apodiformes)        |
|  |                                  |

## Arten
- Gattung Nyctibius
  - Andentagschläfer (Nyctibius maculosus)
  - Langschwanz-Tagschläfer (Nyctibius aethereus)
  - Mexikotagschläfer (Nyctibius jamaicensis)
  - Riesentagschläfer (Nyctibius grandis)
  - Urutau-Tagschläfer (Nyctibius griseus)
  - Weißflügel-Tagschläfer (Nyctibius leucopterus)
- Gattung Phyllaemulor
  - Tropfentagschläfer (Phyllaemulor bracteatus)

## Fossilbefund
Neben den rezenten Arten ist mit Paraprefica auch eine ausgestorbene Gattung der Tagschläfer bekannt. Gut erhaltene Fossilien wurden in der Grube Messel im Landkreis Darmstadt-Dieburg in Hessen gefunden und stammen aus dem unteren bis mittleren Eozän (~ 48,6 bis ~ 40,4 Mio. Jahre).

## Belege
1. 1 2 3  David W. Winkler, Shawn M. Billerman, Irby J. Lovette: Bird Families of the World: A Guide to the Spectacular Diversity of Birds. Lynx Edicions (2015), ISBN 978-8494189203, S. 78.
2. 1 2  Mario Cohn-Haft: Barn-owls to Hummingbirds. In: Josep del Hoyo, Andrew Elliott, Jordi Sargatal (Hrsg.): Handbook of the Birds of the World. Band 5. Lynx Edicions, Barcelona 1999, ISBN 978-84-87334-25-2, S. 288–297.
3. ↑  Gerald Mayr (2005). The Palaeogene  Old  World  potoo  Paraprefica Mayr, 1999 (Aves, Nyctibiidae): its osteology and affinities to the New World Preficinae Olson, 1987. Journal of Systematic Palaeontology, 3, 359 – 370. doi: 10.1017/S1477201905001653
4. 1 2  Albert Chen, Daniel J. Field: Phylogenetic definitions for Caprimulgimorphae (Aves) and majorconstituent clades under the International Code of PhylogeneticNomenclature. Oktober 2020, Vertebrate Zoology 70(4):571-585, DOI: 10.26049/VZ70-4-2020-03
5. ↑  Hackett et al.: A Phylogenomic Study of Birds Reveals Their Evolutionary History. Science 27. Juni 2008: Vol. 320. no. 5884, pp. 1763–1768 doi:10.1126/science.1157704
6. ↑  Gerald Mayr (2009): Phylogenetic relationships of the paraphyletic of caprimulgiform birds (nightjars and allies). Journal Zoological Systematics Evolutionary Research doi: 10.1111/j.1439-0469.2009.00552.x
7. ↑   Richard O. Prum et al. A comprehensive phylogeny of birds (Aves) using targeted next-generation DNA sequencing. Nature, Oktober 2015; doi: 10.1038/nature15697
8. ↑  Gerald Mayr (2014): The origins of crown group birds: molecules and fossils. Palaeontology 57: 231–242. doi: 10.1111/pala.12103
9. ↑  IOC World Bird List v11.1 Diary 2021 Mar 14 Split Strisores into six orders rather than two. Add Steatornithiformes, Nyctibiiformes, Podargiformes and Aegotheliformes
10. ↑  R. Terry Chesser, Kevin J. Burns, Carla Cicero, Jon L. Dunn, Andrew W. Kratter, Irby J. Lovette, Pamela C. Rasmussen, J. V. Remsen Jr., James D. Rising, Douglas F. Stotz, Kevin Winker: Fifty-seventh Supplement to the American Ornithologists' Union Check-list of North American Birds. In: The Auk. Band 133, Nr. 3, 2016, S. 544–560, doi:10.1642/AUK-16-77.1.
11. ↑  Tamaki Yuri, Rebecca T. Kimball, John Harshman, Rauri C. K. Bowie, Michael J. Braun, Jena L. Chojnowski, Kin-Lan Han, Shannon J. Hackett, Christopher J. Huddleston, William S. Moore, Sushma Reddy, Frederick H. Sheldon, David W. Steadman, Christopher C. Witt und Edward L. Braun: Parsimony and Model-Based Analyses of Indels in Avian Nuclear Genes Reveal Congruent and Incongruent Phylogenetic Signals. Biology, März 2013; 2(1): 419–444. 2013 doi: 10.3390/biology2010419. S. 426.
12. ↑  Jean Cabanis (1847). Ornithologische Notizen. II. Archiv für Naturgeschichte. Berlin. 13 (1): 308–352.
13. ↑  Albert Chen, Noor D. White, Roger B.J. Benson, Michael J. Braun und Daniel J. Field. 2019. Total-Evidence Framework Reveals Complex Morphological Evolution in Nightbirds (Strisores). Diversity. 11(9); 143. DOI: 10.3390/d11090143
14. ↑  Thiago V.V. Costa, Luís Fábio Silveira, Sérgio R.Posso U. Reginaldo J.Donatelli: Phylogenetic analysis of the nocturnal avian family Nyctibiidae (Caprimulgiformes) inferred from osteological characters. Zoologischer Anzeiger, Band 291, März 2021, doi: 10.1016/j.jcz.2021.01.003 S. 113-122.
15. ↑  Gerald Mayr: The Palaeogene Old World Potoo Paraprefica Mayr, 1999 (Aves, Nyctibiidae): its osteology and affinities to the New World Preficinae. In: Journal of Systematic Palaeontology. Band 3, Nr. 4, 2005, S. 359–370, doi:10.1017/S1477201905001653.